# Gonista wenquanensis
Gonista wenquanensis är en insektsart som beskrevs av Zheng, Z. och Y. Yao 2006. Gonista wenquanensis ingår i släktet Gonista och familjen gräshoppor. Inga underarter finns listade i Catalogue of Life.